# Adolf Schäfer
Adolf Winfried Schäfer (* 11. Januar 1937; † 5. Dezember 2009) war ein deutscher Kommunalpolitiker (SPD) in Bayern.
Schäfer war promovierter Jurist. Im Jahr 1970 setzte er sich bei der Oberbürgermeister-Wahl in Freising überraschend als 33-jähriger Nicht-Freisinger gegen den Zweiten Bürgermeister Georg Klimm von der CSU durch. Bis 1994 war er Oberbürgermeister der oberbayerischen Kreisstadt Freising. Ursprünglich für die SPD gewählt, wechselte er 1978 zu den Unabhängigen Freisinger Bürgern.
In seine Amtszeit fiel die Gebietsreform in Bayern mit dem Verlust der Kreisfreiheit und der Erweiterung des Stadtgebiets von Freising sowie die Planung des Flughafens München II im Erdinger Moos, bei der er u. a. als Vorsitzender der Fluglärmkommission eine bedeutende Rolle spielte. Schäfer veranlasste u. a. auch den Bau der Weststraße nach Lerchenfeld. Daneben war er in den Jahren 1972 bis 2002 Mitglied des Kreistags des Landkreises Freising. In seiner Freizeit widmete er sich auch der Renovierung von Schloss Lichtenhaag in Niederbayern.
Adolf Schäfer war verheiratet mit der promovierten Christa Weber-Schäfer.

## Ehrungen
- 1984: Verdienstkreuz am Bande der Bundesrepublik Deutschland
- Kommunale Verdienstmedaille in Silber
- 24. März 1994: Ehrenbürger der Stadt Freising
- Bayerische Sparkassenmedaille in Gold
- Ehrenmitglied der Freiwilligen Feuerwehr Freising[5]